# Alexandra Subțirică
Alexandra-Georgiana Subțirică Iovănescu (n. 8 decembrie 1987, în Constanța) este o handbalistă din România care joacă pe postul de pivot pentru clubul Gloria Buzău și echipa națională a României.
Subțirică a început să joace handbal la LPS Banatul Timișoara, cu profesorii Farcaș și Jude, a fost selecționată apoi la CNOE Râmnicu Vâlcea și și-a terminat junioratul la Clubul Sportiv Școlar Constanța. A urmat cursurile Facultății de Educație Fizică și Sport a Universității de Vest din Timișoara și a jucat pentru echipa acesteia. În 2007 s-a transferat la CS Tomis Constanța și a mai evoluat la CSM Ploiești, SCM Craiova, CSM Unirea Slobozia, CSM Roman și CS Măgura Cisnădie.

## Palmares
- Cupa Cupelor:
  - Optimi: 2011, 2016

- Liga Europeană:
  - Turul 3: 2021, 2022

- Cupa Challenge:
  - Sfertfinalistă: 2008

- Liga Națională: 
  - Medalie de bronz: 2010[8]

- Cupa României:
  -  Câștigătoare: 2021
  -  Medalie de bronz: 2020

- Supercupa României:
  -  Câștigătoare: 2021

## Viața personală
Alexandra este fiica fostei internaționale și căpitan al echipei României, Simona Iovănescu, și a fostului fotbalist, antrenor și președinte al clubului de fotbal Farul Constanța, Sevastian Iovănescu. Este căsătorită cu handbalistul Claudiu Subțirică.